# Кравченко, Анна Григорьевна
А́нна (Алекса́ндра) Григо́рьевна Кра́вченко (урождённая Селива́нова, 5 [17] февраля 1890, Ейск, Российская империя — 9 января 1984, Москва, СССР) — советский специалист в области библиотечного дела, партийный и государственный деятель, кандидат педагогических наук. Жена советского партийного и государственного деятеля А. П. Спундэ.

## Биография
Родилась 5 февраля (17 февраля по новому стилю) 1890 года в Ейске в семье учителя. После окончания гимназии в Ейске в 1906 году принимала активное участие в революционном движении, член РСДРП с 1907 года. Вела партийную работу в Харькове, Петербурге, Перми. За свою деятельность неоднократно арестовывалась, лишалась права жить в больших городах, передавалась под надзор полиции.
В 1912 году окончила Бестужевские курсы, после чего работала учителем в селе Частые Оханского уезда Пермской губернии. В 1915—1916 годах работала библиотекарем, затем медсестрой в госпитале в Петрограде, была организатором школ для обучения неграмотных в Пермской губернии. С мая по октябрь 1917 года она являлась секретарём Пермского городского комитета РСДРП(б).
После Октябрьской революции находилась на советской работе в Мотовилихе. Была одним из организаторов женского движения в Прикамье. С 1917 по 1921 год была секретарём Пермского комитета РСДРП(б). В 1918 году работала в Борисоглебске. В 1919 году — командирована на работу в Омск, где заведовала совпартшколой.
С 1921 года А. Г. Кравченко являлась сотрудником Главполитпроствета Наркомпроса РСФСР, работала в Москве и Севастополе. В 1925—1930 годах — заместитель председателя Главполитпроствета РСФСР. В 1930—1941 годах была ответственным редактором изданий «Изба-читальня», «Крестьянской газеты для начинающих читать», журнала «Школа взрослых» в Москве. Член Моссовета (1937). В 1943—1959 годах — главный библиотекарь Государственной библиотеки СССР имени В. И. Ленина. В 1959 году вышла на пенсию.
Внесла существенный вклад в борьбу с неграмотностью в стране. Автор книг, учебных пособий, статей, посвящённых политико-просветительной работе и вопросам библиотечного дела. Кандидат педагогических наук. Занималась организацией перестройки библиотечного дела, разрабатывала принципы пропаганды чтения.
Жила в Москве на Большой Никитской улице, 54; Большой Спасской улице, 6 (1920-е); на улице Серафимовича, 2 (1930—1940-е); на Ленинском проспекте, 11 (1950—1980-е), 11. Умерла 9 января 1984 года. Похоронена на Новодевичьем кладбище.

## Награды
- Орден Ленина[2]
- Орден Октябрьской Революции[2]
- Орден Трудового Красного Знамени[2]

## Сочинения
- В преддверии Октября // В борьбе за власть Советов. Свердловск, 1957. С. 46-62.
- Сила убеждения // Под Красным знаменем. Пермь, 1957. С. 197—210.
- Запомнилось на всю жизнь // О Владимире Ильиче — Ленине. 1963. С. 347—353.
- Не бойтесь трудностей // Н. К. Крупская в Прикамье. Пермь, 1969. С. 127—137.